# Scrobigera vacillans
Scrobigera vacillans là một loài bướm đêm trong họ Noctuidae.